# Chalmers teknikpark
Chalmers teknikpark är en företagspark med besöksadress Sven Hultins Gata 9 vid Chalmers i Göteborg.
Företagsparkens historia började 1959 då Chalmers i ett avtal med staten fick företräde till Mossenområdet för sin framtida expansion. Tjugofem år senare ville man utnyttja det för att bygga den första etappen av Chalmers teknikpark för forsknings- och utvecklingssamverkan mellan industriföretag och högskola efter amerikansk förebild. Men då bygget skulle påbörjas den 14 oktober 1985, skrev GP: "Det drar ihop sig till miljöstrid om det gamla mossenområdet i stadsdelen Guldheden vid Chalmers i Göteborg. Chalmers vill bygga en teknikpark med en 800 kvm stor byggnad på sluttningen intill Mossens idrottsplats, men de boende i området protesterar mot planerna.--- de säger att det är angeläget att stoppa byggnadsarbetena. Annars fortsätter Chalmers att äta sig igenom hela området och då är det slut med både fotbollsspel, tennis och motionsjoggning i skogsområdet. För att inte tala om kantareller, blåbär, och det rika djurliv med ugglor, fladdermöss och grävlingar i Göteborgs mest centrala våtmarksområde. Allt detta kommer raderas ut, resonerar Mossenaktivisterna."
Resultatet blev ändå att kommunstyrelsen gav klartecken till byggnationen med ett par tillägg: fritidsnämnden skulle rusta upp Mossenområdet och byggnadsnämnden skulle i samråd med staten utreda var Chalmers i fortsättningen skulle expandera. Beslutet överklagades av aktivisterna, men den 28 november 1985 kom beskedet att de klagande inte hade besvärsrätt och teknikparken fick därmed sitt definitiva bygglov. Byggstart blev det den 12 december samma år, och kostnaden för den 6 000 kvadratmeter stora byggnaden efter cirka två år blev 50 miljoner kronor. Efter ritningar av Rune Falk, hade ett byggkonsortium bestående av JM, F.O. Peterson och Skanska utfört arbetet. Stiftelsen Chalmers Teknikpark med Göteborgs kommun, Västsvenska handelskammaren och Chalmers tekniska högskola stod som stiftare. Eldsjälen i arbetet var Alf Åkerman, förre SE-bankschefen i Göteborg, som tillsammans med rektorsämbetet varit den drivande kraften.
I april 1987 flyttade den första hyresgästen in, SKF med ett femtontal personer. Ytterligare cirka 20 Göteborgsföretag fanns på plats då landshövding Åke Norling invigde Chalmers teknikpark i mitten av september. De hade startat filialer till sina forsknings- och utvecklingsavdelningar. Exempelvis: Volvo, Televerket, Bofors, Combitech Electronics, Ericsson Radio Systems och Chalmersföretag som CIT.